# Gora Zubastaja
Gora Zubastaja (Transkription von russisch Гора Зубастая Gora Subastaja, deutsch ‚Gezähnter Berg‘) ist ein Nunatak an der Kronprinz-Olav-Küste im ostantarktischen Enderbyland. Er ragt östlich des Zircon Point und südlich des Dingle Dome auf.
Russische Wissenschaftler benannten ihn deskriptiv.